# Sporting Al-Riyadi
Al-Riyadi, também conhecido como Riyadi Club e Sporting Club (em árabe: النادي الرياضي بيروت, translit. An-Nadi Al Riyadi Beirut) é um clube profissional de basquetebol localizado em Beirute, Líbano. Atualmente disputa a Liga Libanesa e manda seus jogos na Saeb Salam Arena com capacidade para 3.500 espectadores.

## Temporada por Temporada
| Temporada | Nível | Liga | Pos.      | Pós Temporada | Competições Regionais     | Competições Regionais | Competições Continentais | Competições Continentais |
| --------- | ----- | ---- | --------- | ------------- | ------------------------- | --------------------- | ------------------------ | ------------------------ |
| 2008-09   | 1     | LBL  | 2         | Campeão       | Copa Árabe                | 7-1 Campeão           | Copa da Ásia             | 3-3 SM                   |
| 2008-09   | 1     | LBL  | 2         | Campeão       | Liga da Sudoeste Asiático | 4-2 SM                | Copa da Ásia             | 3-3 SM                   |
| 2009-10   | 1     | LBL  | 1         | Campeão       | Copa Árabe                | 6-2 Campeão           | Copa da Ásia             | 5-1 FN                   |
| 2009-10   | 1     | LBL  | 1         | Campeão       | Liga da Sudoeste Asiático | 2-3 (3º)              | Copa da Ásia             | 5-1 FN                   |
| 2010–11   | 1     | LBL  | 1         | Campeão       | Copa Árabe                | 1-4 QF                | Copa da Ásia             | 7-0 Campeão              |
| 2010–11   | 1     | LBL  | 1         | Campeão       | Liga da Sudoeste Asiático | 10-3 Campeão          | Copa da Ásia             | 7-0 Campeão              |
| 2011–12   | 1     | LBL  | 2         | Semifinalista | Liga da Sudoeste Asiático | 10-4 FN               | Copa da Ásia             | 6-1 FN                   |
| 2012–13   | 1     | LBL  | Cancelado | Cancelado     | -                         | -                     | -                        | -                        |
| 2013–14   | 1     | LBL  | 1         | Campeão       | Copa Árabe                | 4-2 SM                | não disputado            | não disputado            |
| 2014-15   | 1     | LBL  | 1         | Campeão       | Copa Árabe                | 1-2 PF                | não disputado            | não disputado            |
| 2015-16   | 1     | LBL  | 1         | Campeão       |                           |                       | Copa da Ásia             | 6-1 FN                   |
| 2016-17   | 1     | LBL  | 2         | Campeão       | Liga da Sudoeste Asiático | 5-0 Campeão           | Copa da Ásia             | 7-0 Campeão              |
| 2017-18   | 1     | LBL  | 2         | Finalista     |                           |                       |                          |                          |
| 2018-19   | 1     | LBL  | 4         | Campeão       |                           |                       | Copa da Ásia             | 3-0 FN                   |
| 2019-20   | 1     | LBL  | 9º        |               |                           |                       |                          |                          |
| 2020-21   | 1     | LBL  | 1º        | Campeão       |                           |                       |                          |                          |
| 2021-22   | 1     | LBL  | 2º        | Finalista     |                           |                       |                          |                          |
| 2022-23   | 1     | LBL  | 1º        | Campeão       |                           |                       |                          |                          |
| 2023-24   | 1     | LBL  | 1º        | Campeão       |                           |                       | Liga dos Campeões        | Campeão                  |
| 2024-25   | 1     | LBL  | 1º        | Campeão       |                           |                       | Liga dos Campeões        | Finalista                |

### Títulos

#### Liga Libanesa
- Campeão (38):1951, 1952, 1953, 1954, 1956, 1957, 1959, 1960, 1961, 1962, 1963, 1964, 1965, 1968, 1969, 1970, 1971, 1972, 1973, 1993, 1995, 1997, 2005, 2006, 2007, 2008, 2009, 2010, 2011, 2014, 2015, 2016, 2017, 2019, 2021, 2023, 2024, 2025

#### Copa do Líbano
- Campeão (4):2006, 2007, 2008, 2019
- Finalista (2):2001, 2002

#### Copa Árabe
- Campeão (5):2005, 2006, 2007, 2008 e 2009

#### Copa Asiática
- Campeão (3):2011, 2017, 2024

#### Copa do Sudoeste Asiático
- Campeão(4):1998, 2008, 2011 e 2017